# EJビジネス・パートナーズ
株式会社EJビジネス・パートナーズ（イージェイビジネスパートナーズ）は、かつて存在した建設コンサルタント会社。東京都中野区に本社を置いていた。旧社名・日本技術開発株式会社（にほんぎじゅつかいはつ）。

## 概要
売上高では道路・トンネル・橋梁設計など道路交通部門が多くを占めるが、近年は廃棄物処理、地震防災にも注力。さらに都市計画、地質調査、上水道・下水道・河川治水、環境アセスメントから海外ODA関連まで手広く手がける総合建設コンサルタントであった。
2015年5月1日をもって兄弟会社のエイト日本技術開発に吸収合併され、解散した。

## 敵対的買収と経営統合
2005年、施工図面作成・施工管理業務を主とする夢真ホールディングス（東京都文京区）は、日本技術開発に対して経営統合を軸とした業務提携協議を申し入れた。しかしM&Aにより急速な経営規模拡大を図る夢真の経営方針に疑念を抱いていた日本技術開発経営陣がこれを拒否。大株主を持たなかった日本技術開発にとって夢真による敵対的買収に懸念を示した経営陣は、買収防衛策として新株発行権や株式分割などの大規模買付ルールを導入した。これに対して夢真は7月11日、日本技術開発に対するTOBを強行。日本技術開発経営陣はこれを拒否し、買収防衛策を導入した企業への国内初の敵対的TOBとして注目された。
夢真のTOB期限の8月8日、同業のエイトコンサルタント（岡山市）がホワイトナイトとして登場、友好的TOBを発表した。この結果、夢真のTOBは予定取得株数の1割にも満たず事実上失敗。後に日本技術開発はエイトコンサルタントと経営統合し、官公需部門をエイトコンサルタントに集約の上、PFIや民間企業による社会資本施設の管理を主な業務とした。

## 沿革
- 1954年7月13日 - 日本技術開発、設立。
- 1959年 - 建設コンサルタント業務を開始。
- 2005年7月20日 - 夢真ホールディングスによる敵対的TOB開始。
- 2005年8月8日 - エイトコンサルタントによる友好的TOB開始。
- 2006年7月11日 - エイトコンサルタントの子会社となる。
- 2007年6月1日 - エイトコンサルタントと共同持株会社E・Jホールディングス株式会社を設立し経営統合、日本技術開発はE・Jホールディングスの完全子会社となる。
- 2009年6月1日 - 官公需部門をエイトコンサルタントへ分離（同時にエイトコンサルタントはエイト日本技術開発に社名変更）。法人としての日本技術開発は株式会社EJビジネス・パートナーズに社名変更。
- 2015年5月1日 - エイト日本技術開発に吸収合併され、解散。